# 1965年新加坡
|        | 新加坡歷史 |
| 世紀： | 19世紀新加坡 \| 20世紀新加坡 \| 21世紀新加坡                                                                                                 |
| 年代： | 1930年代新加坡 \| 1940年代新加坡 \| 1950年代新加坡 \| 1960年代新加坡 \| 1970年代新加坡 \| 1980年代新加坡 \| 1990年代新加坡                   |
| 年份： | 1961年新加坡 \| 1962年新加坡 \| 1963年新加坡 \| 1964年新加坡 \| 1965年新加坡 \| 1966年新加坡 \| 1967年新加坡 \| 1968年新加坡 \| 1969年新加坡 |
| 紀年： | 乙巳年（蛇年）、新加坡开埠146周年、新马合并2周年、新加坡独立之年                                                                             |

下表整理了1965年新加坡發生的事件，包括政府主要官员、各月大事记和当年出生及逝世的人物。

## 领导人
- 總統: 尤索夫·伊萨
- 總理: 李光耀

## 大事紀

### 3月
- 3月10日：麦唐纳大厦爆炸案：两名印尼破坏分子在麦唐纳大厦一夹层放置一枚炸弹，造成3人死亡，33人受伤。

### 5月
- 5月9日：人民行动党和其他主要的反对党成立了马来西亚人民团结總機構，要求建立“马来西亚人的马来西亚”。巫统党内激进人士非常不满李光耀的行为，甚至要求东姑将他逮捕。东姑怕纷争将会进一步恶化，决定将新加坡驱逐出马来西亚联邦。

### 8月
- 8月9日：马来西亚国会以126票赞成、0票反对，同意将新加坡驱逐出联邦。新加坡共和国正式成立，李光耀为总理，尤索夫·伊萨为总统。

### 9月
- 9月21日：新加坡正式加入并成为联合国的第117位成员国。

### 10月
- 10月15日
  - 新加坡正式加入并成为英聯邦的第22个成员。
  - 新加坡大会堂开幕。

### 11月
- 11月27日：新加坡的第一个地下停车场在莱佛士坊正式开放，顶部设有一个公园。

## 出生

### 3月
3月24日：葛米星，新傳媒男藝人。
3月27日：邱金海，電影導演，父親是新加坡原首富邱德拔。
3月28日：林瑞莲，新加坡工人黨党主席，政治人物。

### 7月
7月19日：孟理齐，人民行动党籍政治人物。

### 确切日期不明
梅健青，诗人。